# Phil Kelso
Philip Wade Kelso, detto Phil (Largs, 26 maggio 1871 – Londra, 13 febbraio 1935), è stato un allenatore di calcio scozzese.

## Biografia
Dopo il ritiro dal calcio, Kelso gestì un paio di pub nell'Hammersmith e fu presidente della Football League Managers and Secretaries Association.
Kelso morì nel 1935 a Londra, all'età di 63 anni.

## Carriera
Kelso allenò per una stagione l'Hibernian, prima di diventare allenatore della neopromossa Woolwich Arsenal nel 1904. Allenò la squadra per quattro anni, durante questi arrivò in semifinale di FA Cup due stagioni di fila; mentre la posizione più alta raggiunta in campionato fu il settimo posto, nel 1906-07.
Il Woolwich in seguitò precipitò in difficoltà finanziarie, e grazie ad una serie di risultati in calo Kelso nel 1908 si dimise, e tornò in Scozia per gestire un hotel; ma un anno dopo tornò ad allenare, precisamente il Fulham. Allenò la squadra ininterrottamente per 15 anni, diventando l'allenatore seduto per più tempo sulla panchina dei Cottagers.

## Palmarès

### Allenatore

#### Competizioni regionali
- London Challenge Cup: 1

Fulham: 1909-1910